# Oreophryne terrestris
Oreophryne terrestris é uma espécie de anfíbio anuro da família Microhylidae.
É endémica da Indonésia.
Os seus habitats naturais são: campos rupestres subtropicais ou tropicais.